# Träskfotboll

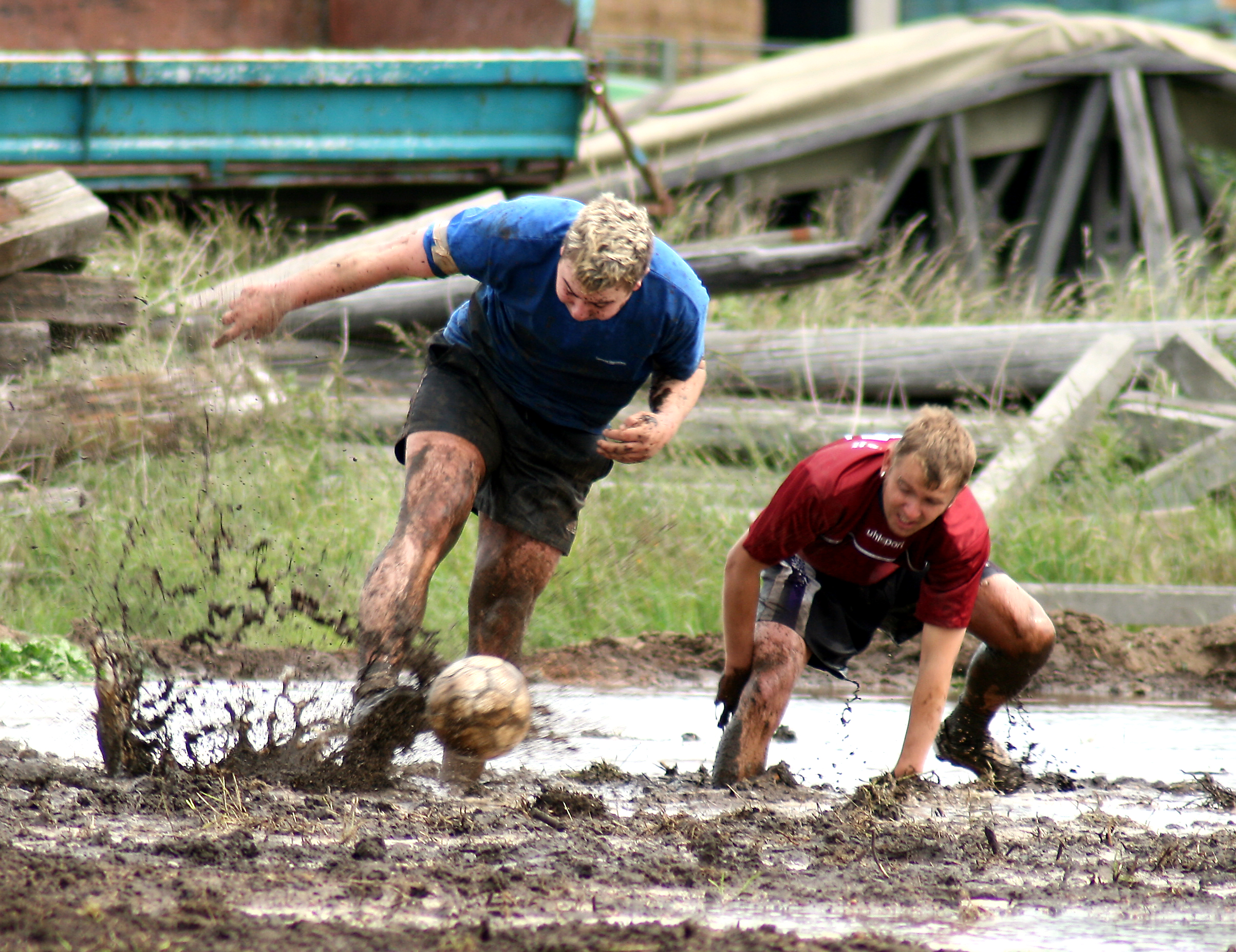
Träskfotboll

Träskfotboll (eller kärrfotboll) är en form av fotboll som utövas i våtmarker. Den har finländskt ursprung, och internationella turneringar arrangeras bland annat i Finland och Skottland.

## Historik
Sporten startades av längdskidåkare i Finland 1997. VM i träskfotboll spelas årligen, sedan 2000, i Hyrynsalmi i norra Finland. Vid träskfotbolls-VM 2012 deltog 300 lag och 5 000 spelare. Numera avgörs VM i sex olika klasser – blandade lag, kvinnliga hobbylag, kvinnliga tävlingslag, manliga hobbylag, manliga tävlingslag samt företagslag. Vid tävlingsplatsen Vuorisuo i VM-orten Hyrynsalmi spelas VM-matcherna på 20 olika iordningställda planer.
Svenskt mästerskap hölls 2009 med cirka 30 deltagande lag.[källa behövs] Senare har SM-tävlingar (med sporten omnämnd som svampsoccer) kompletterats med en lika lerig tävlingsform baserad på volleyboll (omnämnd som swampvolley).
Världscupen (World Cup) spelas årligen sedan 2006 i Argyll i Skottland.
Sedan de tidiga åren har tävlingsformen spridits till ett antal olika länder. Tävlingar i träskfotboll har arrangerats bland annat i Tyskland, Ryssland, Island, Skottland (Storbritannien) och Indien.

## Regler
I träskfotboll har varje lag har en målvakt och fem utespelare. Antalet avbytare och mängden byten per match är dock obegränsad. Matcherna i VM är 2 gånger 10 minuter och utspelas på planer med måtten 30 gånger 60 meter. World Cup-tävlingar i skotska Argyll är dock 2 gånger 12 minuter långa.
Träskfotboll omges av en lättsam attityd, vilket bland annat återspeglas av lagnamn som Slurpmark (2012 års världsmästare bland damlag), Unathletico Mudrid och Mudchesthair United.

## Internationella turneringar (urval)

### Världsmästare, damer
- 2012 –  Slurpmark (från Flurkmark i Västerbotten; 2–0 i finalen mot finländska laget Ristijärven Rimmit)[3]

### Världsmästare, herrar
- 2012 –  Telinekataja (från Esbo)

### World Cup
- 2008 – Team Rambos (seger mot Angry Beavers efter straffläggning)[1]